# Dénat
Dénat település Franciaországban, Tarn megyében. Lakosainak száma 845 fő (2022. január 1.). Dénat Fauch, Fréjairolles, Lamillarié, Lombers, Terre-de-Bancalié és Puygouzon községekkel határos.

## Népesség
A település népességének változása:
| Lakosok száma | 745  | 789  | 807  | 792  | 798  | 803  | 809  | 822  | 845  |
|               | 2013 | 2015 | 2016 | 2017 | 2018 | 2019 | 2020 | 2021 | 2022 |